# Zagrebačka nogometna liga 1957./58.
Zagrebačka nogometna liga je bila liga 3. stupnja nogometnog prvenstva Jugoslavije za sezonu 1957./58. 

Sudjelovalo je 14 klubova, a prvak je bila "Dubrava" iz Zagreba.

## Ljestvica
| mj. | klub                 | ut. | pob. | ner. | por. | gol+ | gol- | bod |
| --- | -------------------- | --- | ---- | ---- | ---- | ---- | ---- | --- |
| 1.  | Dubrava Zagreb       | 26  | 15   | 7    | 4    | 64   | 36   | 37  |
| 2.  | Kustošija Zagreb     | 26  | 15   | 5    | 6    | 59   | 29   | 35  |
| 3.  | Radnik Velika Gorica | 26  | 12   | 7    | 7    | 52   | 37   | 31  |
| 4.  | Borac Zagreb         | 26  | 12   | 4    | 10   | 44   | 35   | 28  |
| 5.  | Samobor              | 26  | 12   | 4    | 10   | 47   | 40   | 28  |
| 6.  | Mladost Zagreb       | 26  | 12   | 4    | 10   | 54   | 51   | 28  |
| 7.  | Milicioner Zagreb    | 26  | 11   | 6    | 8    | 36   | 36   | 28  |
| 8.  | Tekstilac Zagreb     | 26  | 10   | 7    | 9    | 52   | 46   | 27  |
| 9.  | Trnje Zagreb         | 26  | 9    | 8    | 9    | 35   | 40   | 26  |
| 10. | Mesarski Zagreb      | 26  | 10   | 5    | 11   | 42   | 40   | 25  |
| 11. | Poštar Zagreb        | 26  | 11   | 3    | 11   | 58   | 57   | 25  |
| 12. | Jedinstvo Zagreb     | 26  | 7    | 4    | 15   | 35   | 31   | 18  |
| 13. | Grafičar Zagreb      | 26  | 4    | 7    | 15   | 39   | 62   | 15  |
| 14. | TPK Zagreb           | 26  | 5    | 1    | 20   | 36   | 83   | 11  |

## Rezultatska križaljka
| kratica | klub                 | BOR | DUB | GRA | JED | KUS | MES | MIL | MLA | POŠ | RAD | SAM | TEK | TPK | TRNJ |
| --- | -------------------- | --- | --- | --- | --- | --- | --- | --- | --- | --- | --- | --- | --- | --- | ---- |
| BOR | Borac Zagreb         |     |     |     |     |     |     |     |     |     |     |     |     |     |      |
| DUB | Dubrava Zagreb       |     |     |     |     |     |     |     |     |     |     |     |     |     |      |
| GRA | Grafičar Zagreb      |     |     |     |     |     |     |     |     |     |     |     |     |     |      |
| JED | Jedinstvo Zagreb     |     |     |     |     |     |     |     |     |     |     |     |     |     |      |
| KUS | Kustošija Zagreb     |     |     |     |     |     |     |     |     |     |     |     |     |     |      |
| MES | Mesarski Zagreb      |     |     |     |     |     |     |     |     |     |     |     |     |     |      |
| MIL | Milicioner Zagreb    |     |     |     |     |     |     |     |     |     |     |     |     |     |      |
| MLA | Mladost Zagreb       |     |     |     |     |     |     |     |     |     |     |     |     |     |      |
| POŠ | Poštar Zagreb        |     |     |     |     |     |     |     |     |     |     |     |     |     |      |
| RAD | Radnik Velika Gorica |     |     |     |     |     |     |     |     |     |     |     |     |     |      |
| SAM | Samobor              |     |     |     |     |     |     |     |     |     |     |     |     |     |      |
| TEK | Tekstilac Zagreb     |     |     |     |     |     |     |     |     |     |     |     |     |     |      |
| TPK | TPK Zagreb           |     |     |     |     |     |     |     |     |     |     |     |     |     |      |
| TRNJ | Trnje Zagreb         |     |     |     |     |     |     |     |     |     |     |     |     |     |      |
| |                      |     |     |     |     |     |     |     |     |     |     |     |     |     |      |
| podebljan rezultat - utakmice od 1. do 13. kola (1. utakmica između klubova) rezultat normalne debljine - utakmice od 14. do 26. kola (2. utakmica između klubova) rezultat nakošen - nije vidljiv redoslijed odigravanja međusobnih utakmica iz dostupnih izvora rezultat nakošen i smanjen * - iz dostupnih izvora nije uočljiv domaćin susreta prekrižen rezultat - poništena ili brisana utakmica p - utakmica prekinuta 3:0 p.f. / 0:3 p.f. - rezultat 3:0 bez borbe |                      |     |     |     |     |     |     |     |     |     |     |     |     |     |      |

 Izvori: 